# Преображение Христово (Джовани Белини, Неапол)
„Преображение Христостово“ (на италиански: Trasfigurazione di Cristo) е картина на италианския художник Джовани Белини от 1478 – 1479 г. Картината (116х154 см) е изложена в Зала 8 на Национален музей „Каподимонте“ в Неапол. Използваната техника е маслени бои върху дърво.

## История
Картината може би идва от параклиса „Фиокардо“ в катедралата на Виченца. Еврейският надпис върху свитъка в ръката на Мойсей датира от 1478 – 1479 г., което дава представа за годините, в които е рисувана. Художникът е подписал произведението си с „IOANNES BELLI/NUS ME PINXIT“.

## Описание
Платното изобразява епизод, отразен в Евангелието, в който Христос на планината Тавор разкрива божествената си природа пред тримата си ученика Петър, Яков Зеведеев и Йоан Богослов, които са представени като поразени от преображението му. Наред с Христос са се материализирали и пророците Илия и Моисей, които държат в ръце свитъци, написани на еврейски.
В дъното на картината се виждат Мавзолеят на Теодорих Велики и камбанарията на базиликата Сант Аполинаре ин Класе в Равена, докато вдясно, на фона, зад голямото дърво има две човешки фигури, едната от които изобразява мюсюлманин с бял тюрбан на главата. Те разговарят и не виждат божественото събитие, което се случва.
Забележима в необикновения фон е естествената красота на природата, което е новост в изобразителното изкуство, открита във Венеция през онези години. Приложен е новият синтез между перспектива и геометрия – стил, наложен от Пиеро дела Франческа. На небето, в съответствие със светлината на Христос, облаците са раздвижени от вятър, от който идва божественият глас, който го провъзгласява за Бог Син.
Действието се извършва сред красив пейзаж с хълмове и планини, които се изгубват далеч на хоризонта и многобройни следи от спокойно човешко присъствие, като градът отдясно, замъкът и пастирът с пасящи крави отляво. Сливането между фигурите и ландшафта, благодарение на умелото прилагане на цветовете и светлината, които скриват контурната линия, придава на картината съвършен вид. Топлата и интензивна светлина придава на всеки детайл лъчиста красота, заимствана от чудодейното събитие.